# Max Le Verrier
Louis Octave Maxime Le Verrier, conocido como Max Le Verrier (* 29 de enero de 1891, en Neuilly-sur-Seine, Francia; † 6 de junio de 1973 en París, Francia) fue un Escultor francés. También utilizó el Seudónimo de Arturo.

## Biografía
Hijo de un Orfebre y Joyero parisino,  su Madre llegó de Bélgica. Sus Padres se separaron cuando él tenía siete Años. Asistió a varios Internados, incluyendo la École des Roches en Verneuil-sur-Avre.
En contra de su voluntad su padre lo envió, para el estudiar agricultura a Saint-Sever y a La Réole. A los 16 Años, regresó a París y realizó trabajos ocasionales evitando la agricultura. En 1909, dejó Francia y se mudó brevemente a Londres, donde le resultó difícil encontrar un trabajo.
Le Verrier trabajó en una Escuela de vuelo en Rendon, en la que consiguió su licencia de piloto, en 1913. Participó en la Primera Guerra Mundial a partir de febrero de 1915, en un escuadrón de bombarderos. El 25 de diciembre fue derribado por un caza alemán y dado por desaparecido. Le fue concedida la meda Croix de Guerre 1914-1918. Durante su cautiverio en Münster comenzó a trabajar modelando en arcilla y esculpiendo. Le Verrier se hizo amigo con otros artistas del campamento, y retrató a algunos de sus compañeros. En 1917 fue internado como parte de un intercambio de prisioneros en Suiza. En la École des Beaux-Arts de Ginebra, estudió con Marcel Bouraine y Pierre Le Faguays, que siguieron siendo amigos de por vida y, a menudo, trabajaron juntos.
Tras la Guerra regresó a París, donde se casó con Jeanne Hubrecht en 1921, tuvo dos hijos. En la década de 1920, heredó una pequeña fundición en la que pronto realizó pequeñas esculturas y objetos decorativos, como lámparas, ceniceros, sujetalibros y adornos para automóviles en el Estilo Art déco. Además de sus propias esculturas produjo esculturas de Pierre Le Faguay, Marcel Bouraine, André Vincent Becquerel y Jules Masson. Trabajó principalmente con el bronce, marfil, zinc, terracota y cerámica. Le Verrier, expuso su obra en los salones de la Société des artistes décorateurs, en la que fue miembro electo. En la Exposición Exposición internacional de Artes Decorativas e industriales modernas de 1925 ganó una Medalla de oro. También expuso en la Exposición Internacional París de 1937. Durante la época del Art decó destacan sus esculturas mujeres, como su Clarte, conocido por su flexible cuerpo atlético en perfecta simetría. Así mismo realizó esculturas de animales como pelícanos, cigüeñas,  ardillas, chimpancés,  caballos, leones o panteras.
Durante la Segunda Guerra Mundial, la casa de Le Verrier servía de buzón de la Resistencia. Estuvo detenido durante cuatro días en bodegas por la milicia del régimen de Vichy, colaborador con el Reich Nacional Socialista Alemán y entregado a los ocupantes alemanes, quienes finalmente lo liberó. Unos días más tarde, la milicia regresó, pero Le Verrier pudo escapar por una puerta oculta. Con documentos falsos, primero buscó refugio con un amigo en París, luego se trasladó a su casa en el departamento de Gers en el sur de Francia, donde su esposa y sus hijos ya lo estaban esperando.
En septiembre de 1944, Le Verrier regresó a París, donde encontró su apartamento y su taller saqueados. Al final de la guerra, pudo reabrir su taller. Además de una serie de pequeñas esculturas de animales con aves, rinocerontes, burros, cabras, osos y leones marinos, así como el grupo escultórico Don Quijote y Sancho Panza, Le Verrier realizó artículos de uso cotidiana como ceniceros, artículos de oficina o recuerdos. Trabajó en su estudio parisino hasta su muerte en 1973. Max Le Verrier fue enterrado en el cementerio de Fontenay-lès-Briis cerca de su amigo Pierre Le Faguays.

## Obras (Selección)
| Adornos de capó - Envole - Sadi - Femme au velo - Plein gas - Eola - Isa - Fauna de la región a la flûte | Deportistas - Appel - Embuscade - Archer - Belluaire - Icare - Gloire - Vainqueur | Bailarinas - Lueur - Grâce - Tourbillon - Danseuse aux petanca - Amazone au javelot - Bayadère - Atalante | Animales - Baghera - Canto a la lanterne - Chimère - Marabout - Chanson d'amour - Soif du desierto - Vautour |

## Exposiciones
Tras su muerte, se ha realizado varias exposiciones de su obra:
- "Lumières" en el Centre Georges Pompidou, París, 1985.
- "Made in France" en el distrito de Almacenes Harrods, en Londres en 1987.
- "Es Main De Maître" en el Grand Palais, Paris, 1987.
- El Hôtel Martínez, Cannes 2000.
- Dos exposiciones en el Hôtel Lutetia, en París.